# Сметанин, Владимир Ильич
Владимир Ильич Сметанин (11 мая 1937 — 12 декабря 2003) — украинский государственный деятель, правовед и дипломат, депутат Верховной Рады Украины I созыва (1990—1994), Чрезвычайный и Полномочный посол Украины в Республике Узбекистан (1993—1999) и Республике Таджикистан (1995—1999).

## Биография
Родился 11 мая 1937 года в селе Колывань (на территории современной Новосибирской области России) в семье рабочего.
В 1956 году окончил Кузнецкий горный техникум, в 1969 году — Томский государственный университет по специальности правовед.
В 1956—1957 годах работал на шахте «Красногорская» комбината «Кузбасшахтстрой».
В 1957—1960 годах проходил службу в рядах вооруженных сил СССР.
В 1960—1974 годах — проходчик, слесарь-монтажник, горный мастер, начальник горного участка, заместитель управляющего трестом, заместитель начальника газопровода «Надым—Пунга—Центр», заместитель начальника треста «Кизимгазпромстрой».
В 1974—1985 годах — заместитель начальника строительного управления комбината «Мосшахтстрой».
В 1985—1987 годах — заместитель начальника туннельного отряда № 39 в Днепропетровске.
В 1987—1990 годах — начальник туннельного отряда № 38 проектно-строительного объединения «Днепрометрострой».
В 1990 году был выдвинут кандидатом в Народные депутаты Украины трудовым коллективом проектно-строительного объединения «Днепрометрострой».
18 марта 1990 года был избран депутатом Верховной Рады Украины I созыва от Кировского избирательного округа № 80 (Днепропетровская область). Входил в Народную Раду. Заместитель Председателя Комиссии Верховной Рады Украины по правам человека. Член «Демплатформы». Президент Украинской Ассоциации защиты прав потребителей.
С апреля 1993 года по июль 1999 года — Чрезвычайный и Полномочный посол Украины в Республике Узбекистан.
С июня 1995 года по июль 1999 года — Чрезвычайный и Полномочный посол Украины в Республике Таджикистан по совместительству.
После возвращения на Родину жил в Киеве. Умер 12 декабря 2003 года. Похоронен в Киеве на Байковом кладбище.

## Награды
- Орден «Знак Почёта».
- Серебряная медаль ВДНХ СССР.
- Знак «Шахтёрская слава» трёх степеней.